# Hannen-Brauerei
Die Hannen-Brauerei war eine auf Altbier spezialisierte und in Mönchengladbach ansässige Brauerei, die 1988 von der dänischen Carlsberg-Gruppe übernommen wurde. Die um Mitte der 1980er Jahre zeitweilig größte Altbier-Brauerei Deutschlands mit einer Produktion von etwa 1 Mio. Hektoliter Altbier hat inzwischen keine eigene Braustätte mehr und ließ ihre Produkte Hannen Alt und Gatzweilers Alt zwischenzeitlich bei einer anderen Brauerei brauen. Ihre Marke Hannen Alt wurde 2022 durch die Privatbrauerei Bolten erworben. Die Jahresproduktion betrug 2004 rund 60.000 Hektoliter Hannen Alt und 90.000 Hektoliter Gatzweilers Alt.

## Geschichte
1725 übernahm die Familie Hausmann in Willich eine bestehende Brauerei. Sie war die älteste der Willicher Brauereien Hausmann, Schmitz und Dicker, die sich 1917 zur Vereinigte Willicher Brauereien GmbH zusammenschlossen. Die Brauerei Schmitz entstand aus einem Gasthof mit Brauhaus, der um 1739 am Willicher Markt unter dem Namen Schmitzhaus betrieben wurde. Erst im 19. Jahrhundert wurde die Brauerei Dicker gegründet, deren Sudhaus heute noch existiert und als Bürogebäude dient. Die Vereinigten Willicher Brauereien übernahmen 1920 die Hannen-Brauerei in Korschenbroich. Das Unternehmen mit Sitz in Willich nannte sich von Vereinigte Willicher Brauereien und Hannen Korschenbroich GmbH Willich in Hannen-Brauerei um und erlangte in den nachfolgenden Jahrzehnten eine marktbeherrschende Stellung im Altbiermarkt.
Anfang der 1960er Jahre wurden sowohl die mitten in Korschenbroich wie auch in Willich gelegenen Gelände für die Brauereien zu klein. Die Unternehmensführung entschied 1964, die Braustätten von Korschenbroich und Willich nach Mönchengladbach in den Stadtbezirk Neuwerk zu verlegen. 1968 wurde mit dem Bau der neuen Braustätte in Neuwerk begonnen. 1975 wurde die Produktion in Korschenbroich und Willich stillgelegt, die Verwaltung kurze Zeit später nach Neuwerk verlegt. 1984 bis 1986 kam es zum Abriss großer Teile der ehemaligen Brauerei.
Seit Ende der 1970er Jahre verlor die Brauerei Hannen Marktanteile, und die wirtschaftliche Situation des Unternehmens verschlechterte sich. 1988 wurde die Hannen-Brauerei als eine der ersten deutschen Brauereien von einem ausländischen Unternehmen, der dänischen Carlsberg-Gruppe, übernommen. 1999 kaufte die Hannen-Brauerei die Markenrechte am ehemaligen Düsseldorfer Gatzweiler Alt. Am 6. Juli 2003 wurde die Neuwerker Braustätte an die Oettinger Brauerei verkauft und firmiert seitdem als Brauerei Mönchengladbach, Zweigniederlassung der Brauerei Oettinger GmbH. Hannen Alt wurde seitdem von Oettinger in der ehemaligen Braustätte für einige Jahre weiter gebraut und fremdabgefüllt. Die Hannen-Brauerei wurde Ende 2005 mit der Carlsberg Deutschland GmbH verschmolzen und die Gesellschaft übernahm dabei deren Namen. Ihr Geschäftszweck war fortan die Verwaltung von Beteiligungen und das Erbringen von Dienstleistungen insbesondere gegenüber Beteiligungsunternehmen. Im November 2010 verlegte sie ihren Sitz von Mönchengladbach nach Hamburg.
Am 1. April 2022 ging die Altbiermarke Hannen Alt zusammen mit der Marke Gatz Altbier an die Bolten-Brauerei unter der Leitung von Michael Hollmann. Hollmann war Jahre zuvor bei der Hannen-Brauerei als Geschäftsführer tätig. Der Vertrieb beider Marken soll im Rahmen einer Kooperation mit der Carlsberg-Gruppe fortgeführt werden. Seit dem 9. Februar 2023 ist Hannen Alt, gebraut und abgefüllt in der Korschenbroicher Brauerei Bolten, in 0,33-l-Bügelflaschen im regionalen Einzelhandel erhältlich. Auch 0,5-l-Flaschen- und Fassabfüllungen sind nun wieder erhältlich. Die markante „Hannenfaust“ wurde als Markenzeichen nicht weitergeführt.

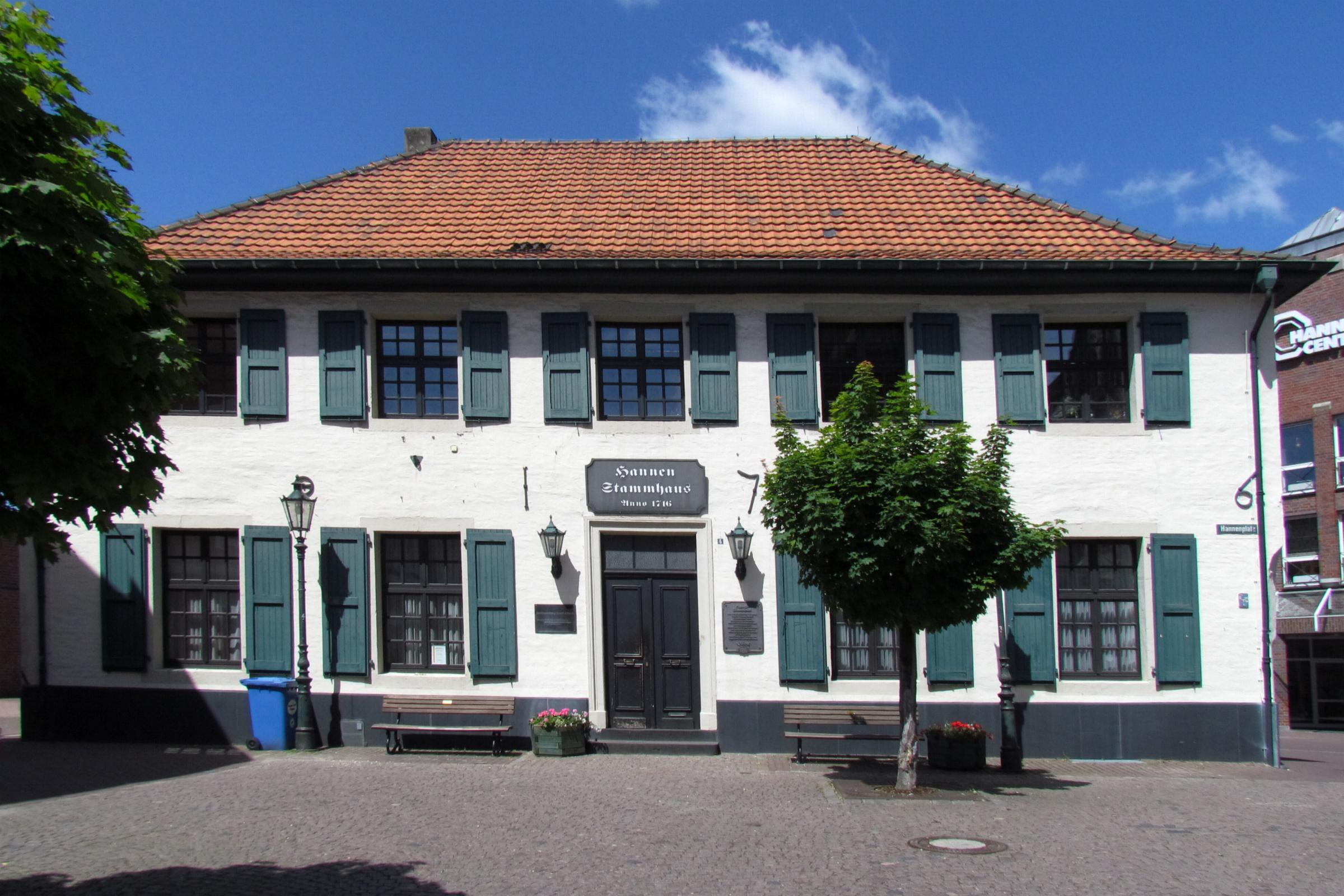
Hannen-Stammhaus in Korschenbroich, ein ehemaliges Gerichts- und Weinhaus

Das ehemalige Verwaltungsgebäude und Stammhaus der Brauerei in Korschenbroich steht unter Denkmalschutz und ist in privater Hand. In den ehemaligen Gebäuden der Brauerei in Willich sind ein Supermarkt, eine Ladenpassage und die Stadtwerke ansässig.

## Sonstiges
- Heinrich Hausmann, der Miteigentümer der Brauerei, hatte in den 1960er und 1970er Jahren eine bedeutende Sammlung deutscher und europäischer Kunst des 19. und 20. Jahrhunderts angelegt. Diese wurde 2008 bei Van Ham versteigert.
- 1968 hatte der damalige Miteigentümer Günther Dicker begonnen, teilweise seine Belegschaft mit „Ersatz-Geldscheinen“ zu bezahlen. Grund dafür soll gewesen sein, dass die Ehefrauen der Mitarbeiter nicht vollen Einblick in deren Verdienst haben sollten. Nach Strafandrohung durch die Bundesbank wurde diese Aktion beendet.[9]